# Issidius rotundiceps
Issidius rotundiceps är en insektsart som först beskrevs av Puton och Lethierry 1887.  Issidius rotundiceps ingår i släktet Issidius och familjen vedstritar.
Artens utbredningsområde är Algeriet. Inga underarter finns listade i Catalogue of Life.